# Goudi Ateny
Goudi Ateny (grec. Σύλλογος Ποδοσφαιρίσεως Γουδί) – grecki klub piłkarski z siedzibą w Atenach.

## Historia
Goudi Ateny został założony w październiku 1906 roku w Atenach. Założycielem był Panagis Vryonis, który studiował w Szwajcarii i był zawodnikiem klubu Servette FC. W sezonie 1907/08 zespół debiutował w rozgrywkach Protathlema SEGAS i zdobył mistrzostwo. W następnym sezonie był drugi, a w sezonie 1909/10 powtórnie został mistrzem.
Na początku 1910 roku został założony FC Ateny (P.O.A. - gr. Ποδοσφαιρικού Ομίλου Αθηνών), który w kwietniu 1912 roku postanowił przyłączyć się do SP Goudi, tworząc wielosekcyjny klub pod nazwą Ateński Klub Podosfairiseos (A.S.P. - gr. Αθηναϊκός Σύλλογος Ποδοσφαιρίσεως), w którym oprócz piłki nożnej, działały inne sekcje sportowe. Następnie klub z nową nazwą wygrał mistrzostwa SEGAS w 1913 i 1914 roku. W 1916 po raz 5 został mistrzem Federacji.
25 marca 1917 Ateński Klub Podosfairiseos ponownie wymieniany jako Goudi po raz pierwszy od jego związku z P.O.A.
Od momentu rozpoczęcia rozgrywek regionalnych klub uczestniczył w lidze Aten zdobywając mistrzostwo w 1932 i 1933 roku. Także został wicemistrzem w 1928 roku, kiedy przegrał finał z Atromitos Ateny. Jako przedstawiciel Ligi Aten uczestniczył w rozgrywkach Panellenio Protathlema (Ligi Narodowej) w 1934 roku, zajmując 5. miejsce, i w 1935 roku, zajmując szóstą pozycję.
W 1937 Goudi został zdegradowany do kategorii B, a w sezonie 1937/38 zakończył rozgrywki na ostatnim miejscu i walczył, aby nie przejść do kategorii C Minor Dourgouti. W czasie okupacji niemieckiej działalność klubu została zawieszona.
Po zakończeniu II wojny światowej w 1945 klub już nie uczestniczył w oficjalnych mistrzostwach Grecji. W dniu 29 kwietnia 1945 w rozgrywkach Pucharu Grecji grał z Dafne Ateny. W październiku tego samego roku miał uczestniczyć w turnieju organizowanym przez Towarzystwo Panathinaikos, ale nie pojawił się na mecz. To był "łabędzi śpiew" tego historycznego klubu.

## Sukcesy

### Trofea międzynarodowe
Nie uczestniczył w rozgrywkach europejskich (stan na 31-05-2014).

### Trofea krajowe
| \| \| Zdobyte trofea w rozgrywkach Grecji (stan na: 31-05-2014) \| |                                                           |      |                        |
| Rozgrywki                                                          | Osiągnięcie                                               | Razy | Sezon(y)               |
| · Mistrzostwo                                                      | I miejsce                                                 | 4    | 1908, 1910, 1913, 1914 |
| · Mistrzostwo                                                      | II miejsce                                                | 1    | 1909                   |
| · Mistrzostwo                                                      | III miejsce                                               | 1    | 1911                   |
| Puchar                                                             | zdobywca                                                  | 0    |                        |
| Puchar                                                             | finalista                                                 | 0    |                        |
| II liga                                                            | I miejsce                                                 | 0    |                        |
| II liga                                                            | II miejsce                                                | 0    |                        |
| II liga                                                            | III miejsce                                               | 0    |                        |
| Grecja                                                             | Zdobyte trofea w rozgrywkach Grecji (stan na: 31-05-2014) |      |                        |

- Mistrzostwa Aten:
  - mistrz: 1932, 1933

## Stadion
Klub rozgrywał swoje mecze domowe na stadionie Welodrom Neo Faliron w Atenach, który po rekonstrukcji 1964 może pomieścić 32,115 widzów.